# Groove Is in the Heart

"Groove Is in the Heart" é uma canção do álbum de estréia do grupo Deee-Lite, World Clique. Lançado como single no final de 1990, foi sucesso em muitos países, ocupando a primeira posição na tabela musical da Austrália e no Hot Dance Club Songs da Billboard. O videoclipe de Groove Is in the Heart foi o primeiro de uma banda estrangeira a ser transmitido pela MTV Brasil, no dia da estréia da emissora (20 de outubro de 1990). 

## Desempenho nas tabelas musicais

### Posições
| Tabelas (1990-1991)                              | Posição |
| ------------------------------------------------ | ------- |
| Alemanha - (Media Control Charts)                | 17      |
| Austrália - (ARIA)                               | 1       |
| Áustria - (Ö3 Austria Top 40)                    | 25      |
| Bélgica - (VRT Top 30 Flanders)                  | 18      |
| Canadá - RPM Singles Chart                       | 15      |
| Estados Unidos - Billboard Hot 100               | 4       |
| Estados Unidos - Billboard Hot Dance Club Play   | 1       |
| Estados Unidos - Billboard Hot R&B/Hip Hop Songs | 28      |
| França - (SNEP)                                  | 31      |
| Irlanda - (IRMA)                                 | 8       |
| Itália - (FIMI)                                  | 16      |
| Países Baixos - (Dutch Top 40)                   | 10      |
| Nova Zelândia - (RIANZ)                          | 2       |
| Reino Unido - (The Official Charts Company)      | 2       |
| Suíça - (Schweizer Hitparade)                    | 13      |

### Tabelas de final de ano
| Tabela(1990)             | Posição |
| ------------------------ | ------- |
| Australian Singles Chart | 38      |
| Dutch Top 40             | 86      |
| Tabela (1991)            | Posição |
| Estados Unidos           | 91      |

### Certificações
| País           | Certificação | Data                   | Vendas  |
| -------------- | ------------ | ---------------------- | ------- |
| Estados Unidos | ouro         | 13 de novembro de 1990 | 500,000 |

## Sucessão
| Precedido por "Jukebox In Siberia" por Skyhooks                         | Singles número 1 na Austrália 18 de novembro de 1990 - 24 de novembro de 1990 (1 semana)         | Sucedido por "Unchained Melody" por The Righteous Brothers  |
| Precedido por "Dirty Cash (Money Talks)" por The Adventures of Stevie V | Singles número 1 no Hot Dance Club Play 25 de agosto de 1990 - 8 de setembro de 1990 (2 semanas) | Sucedido por "Let's Get Busy" por Clubland featuring Quartz |